# Longueville (Mancha)
Longueville é uma comuna francesa na região administrativa da Normandia, no departamento da Mancha. Estende-se por uma área de 4,07 km². Em 2010 a comuna tinha 611 habitantes (densidade: 150,1 hab./km²).